# Nêmetes

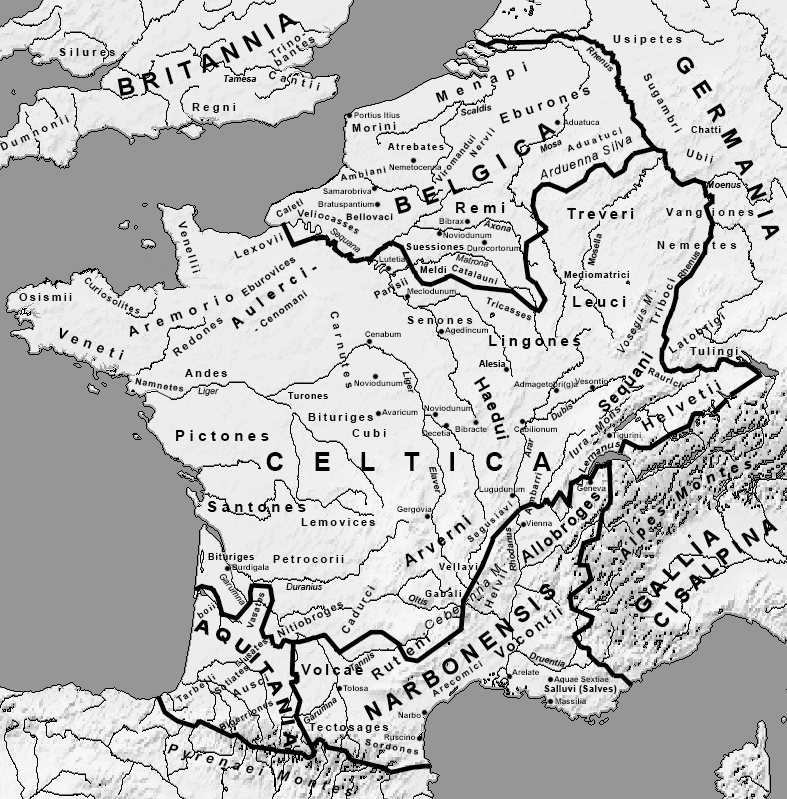
Mapa da Gália mostrando os Nêmetes no Alto Reno.

Os Nêmetes (em latim: Nemetes; em alemão: Nemeter) foram uma tribo germânica ocidental que vivia na região do Reno superior, entre o Palatinado e o lago Constança, aonde Ariovisto os havia conduzido, juntamente com os Suevos e outros povos germânicos, no segundo quarto do século I a.C. O nome romano Noviômago Nemeto (Noviomagus Nemetum) para a cidade de Speyer reflete este fato.[carece de fontes?]
Tácito, nos seus Anais XII 27, considera os Nêmetes como aliados de Roma.